# Brucerolis nowra
Brucerolis nowra là một loài chân đều trong họ Serolidae. Loài này được Poore & Storey miêu tả khoa học năm 2009.